# Anamarija Lampič
Anamarija Lampič (Liubliana, 17 de junio de 1995) es una deportista eslovena que compite en esquí de fondo.
Ganó tres medallas en el Campeonato Mundial de Esquí Nórdico, en los años 2019 y 2021. Participó en los Juegos Olímpicos de Pyeongchang 2018, ocupando el sexto lugar en la prueba de velocidad y el octavo en la de relevos.

## Palmarés internacional
| Campeonato Mundial | Campeonato Mundial    | Campeonato Mundial | Campeonato Mundial   |
| Año                | Lugar                 | Medalla            | Prueba               |
| ------------------ | --------------------- | ------------------ | -------------------- |
| 2019               | Seefeld (Austria)     | Medalla de plata   | Velocidad por equipo |
| 2021               | Oberstdorf (Alemania) | Medalla de bronce  | Velocidad individual |
| 2021               | Oberstdorf (Alemania) | Medalla de bronce  | Velocidad por equipo |